# Roddy Woomble
Roderick Herbert Woomble (Irvine, Escocia, 13 de agosto de 1976) es el vocalista de la banda escocesa Idlewild.

## Carrera musical
Además de ser el vocalista de Idlewild, Woomble trabajó en 2002 con Reindeer Section en el álbum Son of Evil Reindeer, prestando su voz para la balada "Who Told You". También colaboró con Kate Rusby para su álbum "The Girl Who Couldn't Fly", que fue nominado como Álbum el Año en los Folk Awards 2006 de la BBC. En este disco, Woomble colaboró con los coros de "Wandering Soul", "Fare Thee Well" y "No Names", canción que fue nominada como Canción del Año en los premios antes mencionados.
En 2006, trabajó con varios músicos para hacer su primer álbum como solista, My Secret is My Silence, que alcanzó los primeros lugares de las listas de Folk Británicas.

## Vida personal
Durante su niñez, Woomble vivió en el Reino Unido y luego en Francia, para luego trasladarse a los Estados Unidos. Después regresó a Escocia y comenzó la carrera de fotografía. Mientras vivía en Edimburgo conoció a Colin Newton y Rod Jones, que serían después miembros de Idlewild. Regresó a vivir a Estados Unidos y vivió en Nueva York un tiempo.
En 2005 se casó con su novia Ailidh Lennon, bajista del grupo de punk-folk Sons and Daughters.